# Achaea

Det romerska imperiet omkring 120 e.Kr.

Achaea var en provins i det romerska riket. Den omfattade dagens Peloponnesos i södra Grekland och gränsade mot provinserna Epirus och Macedonia i norr. Området annekterades av den romerska republiken 146 f.Kr. efter ett brutalt krigståg där bland annat Korinth jämnades till marken av den romerska generalen Lucius Mummius Achaicus – dess invånare slaktades eller såldes som slavar och templen plundrades på föremål som användes som skulpturer i romerska villor. För denna bedrift belönades Mummius binamnet "Achaicus" - Achaeas erövrare.
Under 60 år administrerades Grekland från Rom som en senatsprovins. Några av de grekiska städerna, som Aten och Sparta, fick behålla sin självstyrande status på sina egna domäner. 88 f.Kr. inledde Mithridates VI Eupator, kung av Pontus, en kampanj mot Rom och fick starkt stöd bland de grekiska stadsstaterna. Lucius Cornelius Sulla körde ut Mithridates från Grekland och krossade upproret. Han plundrade Aten 86 f.Kr. och Thebe året därpå. Den romerska plundringen var förödande och stora delar av centrala Grekland lades i ruiner. Achaea förlorade sin ställnings som kommersiell motpol till Rom och även om Athen fortfarande respekterades som intellektuellt centrum överglänstes redan staden av Alexandria.
När Augustus besegrat Marcus Antonius och Kleopatra omkring 32 f.Kr. avskiljde han provinsen Macedonia från Achaea. Under seklet som följde återuppbyggdes Grekland sakteligen och blomstrade åter under den hellenofile kejsaren Hadrianus (117-138 e.Kr.). Han påbörjade ett omfattande restaureringsprogram och förskönade Athen och återuppbyggde många grekiska ruiner och städer.

## Ekonomi
I Achaea utvann man koppar, bly och järn även om produktionen inte var lika omfattande som i andra romerska provinser som Noricum, Britannia och de iberiska provinserna. Marmor var en viktig exportvara liksom oliver och olivolja. Välutbildade grekiska slavar, som läkare och lärare, var mycket efterfrågade i Rom. Grekland producerade också många lyxvaror som möbler, keramik, kosmetika och linne.